# География Красноярского края
Красноярский край — субъект Российской Федерации, расположенный  приблизительно в географическом центре России в бассейне реки Енисей. Площадь территории — 2 366 797 км², что составляет 13,86 % территории России. На севере край омывается водами двух морей Северного Ледовитого океана — Карским морем и морем Лаптевых. По площади уступает только Якутии.
Граничит с Якутией и Иркутской областью на востоке, с Тувой и Хакасией на юге, с Кемеровской и Томской областями, Ханты-Мансийским и Ямало-Ненецким автономными округами на западе.

## Геологическое строение и полезные ископаемые

### Полезные ископаемые
В крае сосредоточено более 95 % российских запасов никеля и платиноидов, более 20 % золота, значительные запасы кобальта, нефелиновых руд, магнезитов, исландского шпата, тонких кварцевых песков, тугоплавких глин, графита, 63 вида промышленных металлов и других полезных ископаемых.
В Красноярском крае сосредоточено большое количество российских запасов угля. Масштабная угледобыча ведётся в Канско-Ачинском бассейне, значительный Тунгусский каменноугольный бассейн, нефтегазовые месторождения Юрубченского блока, крупное Ванкорское нефтегазовое месторождение. В крае открыто 25 месторождений нефти и газа.
Одно из крупнейших в мире Горевское месторождение свинца (42 % российских запасов). Разрабатываются Абагасское железорудное месторождение, Курейское месторождение графита. В Маймеча-Котуйской апатитовой провинции сосредоточен 21 % апатитового сырья России. Перспективно крупнейшее в стране Чуктуконское месторождение редких земель, готово к освоению Пороженское марганцевых руд, алюминиевых (Чадобедская группа месторождений бокситов) и урановых руд (Курагинское и Каратузское месторождения), при Енисейском заливе месторождения газа и газоконденсата Ванкорского блока.
Всего в Красноярском крае обнаружено более 10 тысяч месторождений и рудопроявлений различных полезных ископаемых.

## Климат
Климат Красноярского края резко континентальный, характерны сильные колебания температур воздуха в течение года. В связи с большой протяжённостью края в меридиональном направлении климат очень неоднороден. Для северных и центральных районов края, где проживает незначительная масса населения, характерен континентальный климат с продолжительной зимой и коротким летом, в центре - жарким, а на севере — прохладным.
На территории края выделяют три климатических пояса: арктический, субарктический и умеренный. В пределах каждого из них заметны изменения климатических особенностей не только с севера на юг, но и с запада на восток. Поэтому выделяются западные и восточные климатические области, граница которых проходит по долине Енисея. Длительность периода с температурой более 10 °C на севере края составляет менее 40 дней, на юге 110—120 дней.
Для центральной части региона, преимущественно равнинной, с островными лесостепями и плодородными почвами, характерны относительно короткое жаркое лето, продолжительная холодная зима, быстрая смена температур. На юге края — тёплое лето и умеренно суровая малоснежная зима. Сухой чистый воздух, обилие солнечных дней летом, целебные воды источников и многочисленных озёр создают благоприятные условия для строительства курортов, санаториев и баз отдыха.
Средняя температура января −36 °C на севере и −18 °C на юге, в июле соответственно +10 °C и +20 °C. В среднем в год выпадает 316 мм осадков, основная часть — летом, в предгорьях Саян 600—1000 мм. Снежный покров устанавливается в начале ноября и сходит к концу марта. В горах Восточного и Западного Саян снег в некоторые годы сохраняется круглый год. Здесь снег лежит на высоте 2400—2600 м, в горах Путорана — на высоте 1000—1300 м. Абсолютный минимум температуры в крае практически везде ниже -50°, на Таймыре в Имангде достигал -62°, а в Эвенкии в Тембенчи -65°, в марте местами в крае ещё возможен мороз до -57°, -58°, как и в ноябре до -55°. В Тембенчи в декабре 2000 температура достигла -47.2°, а в январе 1979 составила -48.4°. На Таймыре зачастую безттепельный период начинается ужа в середине-конце октября. В центральной части края в 1996 году средняя температура июля составила +22.5°, тот июль стал самым жарким июлем и летним месяцем в крае на станции Стрелка, имеющей широту 59.05° и долготу ровно 93°, где он был практически идентичен июлям 2002 и 1936 Москвы. 
Самыми теплыми местами края являются Минусинская Котловина, где располагаются Минусинск, Курагино, Ермаковское и другие населённые пункты; западное предгорье Атамановского хребта, где расположены Железногорск, Сосновоборск и Красноярск; а также Ачинск и его окрестности. Среднегодовая температура в этих местах превышает отметку в +2 градуса, а климат по классификации Кеппену-Гейгера является Dfb, за исключением местности с высотной поясностью.  
В остальной же части края преобладает климат Dfc. 

### Крайний Север
В Красноярском крае:
- Города: Игарка и ; районы: Северо-Енисейский, Таймырский Долгано-Ненецкий, Туруханский, Эвенкийский — относятся к районам Крайнего Севера.
- Города Енисейск и Лесосибирск; районы: Богучанский, Енисейский, Кежемский, Мотыгинский — приравнены к районам Крайнего Севера.

## Гидрография
Красноярский край относится к благополучным по обеспеченности водными ресурсами регионам. С юга на север протекает одна из крупнейших рек мира — Енисей.

### Озёра
В Красноярском крае 323 тысячи озёр с площадью зеркала выше десяти гектаров. Кроме этого большое количество озёр появляются раз в несколько лет — во время интенсивного таяния снегов.
Около 86 % озёр края находятся за Полярным кругом. Крупнейшее из них — озеро Таймыр. Его площадь зеркала — 4560 км². Другие крупные озёра: Большое Хантайское, Пясино, Кета, Лама.
В центральной части края около 16 тысяч озёр. На юге края более четырёх тысяч озёр.
Воды некоторых озёр используются в лечебных целях. Это озёра: Ладейное, Учум, Тагарское, Инголь, Кызыкуль и др.

### Реки
Крупнейшие реки края:
| Название             | Длина, км | Площадь водосбора, км² | Средний годовой расход, м³/с | Средний годовой объем стока, км³ |
| -------------------- | --------- | ---------------------- | ---------------------------- | -------------------------------- |
| Енисей               | 3487      | 2 580 000              | 18 600,0                     | 591,00                           |
| Ангара               | 1799      | 1 039 000              | 4 390,0                      | 138,00                           |
| Нижняя Тунгуска      | 2989      | 473 000                | 3 680,0                      | 116,00                           |
| Хатанга              | 227       | 364 000                | 3 320,0                      | 105,00                           |
| Пясина               | 818       | 182 000                | 2 600,0                      | 82,00                            |
| Подкаменная Тунгуска | 1865      | 240 000                | 1 750,0                      | 55,00                            |
| Кан                  | 629       | 36 900                 | 286,0                        | 8,92                             |
| Мана                 | 475       | 9 320                  | 98,5                         | 3,11                             |
| Туба                 | 119       | 36 900                 | 771,0                        | 24,50                            |
| Оя                   | 254       | 5 300                  | 632,0                        | 1,99                             |
| Сыда                 | 207       | 4 450                  | 283,0                        | 0,89                             |
| Сым                  | 699       | 31 600                 | 244,0                        | 7,70                             |
| Большой Пит          | 415       | 21 700                 | 238,0                        | 7,51                             |
| Курейка              | 888       | 44 700                 | 724,0                        | 22,80                            |
| Чулым (приток Оби)   | 1799      | 134 000                | 785,0                        |                                  |

Реки края обладают значительным гидроэнергопотенциалом.

## Почвы
Преобладают мерзлотно-таёжные и горно-таёжные, а также подзолистые тайги и горно-тундровые почвы. В лесостепных частях Красноярского края (Ачинско-Боготольская, Красноярская, Канская и Южная лесостепи) почвы представлены чернозёмами (главным образом — выщелоченными и оподзоленными), серыми лесными почвами. Чернозёмные почвы отличает высокая гумусированность. Вечная мерзлота преобладает на большей части территории края, за исключением Минусинской котловины, долины реки Енисей (кроме территорий севернее устья реки Подкаменная Тунгуска), Атамановского хребта, а также практически всей юго-западной части края, кроме высокогорных районов.

## Растительность
По состоянию на 2020 год площадь земель Красноярского края, занятых лесами, составляла 163,9 миллионов га, из них площадь лесного фонда — 158,7 млн. га. Леса покрывают 69 % территории края. Общий запас древесины оценивается в 11,4 миллиарда м³, что составляет около 14% общероссийских запасов древесины. Лесосырьевые запасы составляют около 7,8 млрд. м³. Более половины лесов края приходится на лиственницу, около 17 % на ель и пихту, 12 % на сосну обыкновенную и более 9 % — на сибирский кедр. Леса края на 88 % состоят из хвойных пород. 
Общая площадь лесных фондов Якутии и Красноярского края составляет 423,73 млн га или 4,237 млн км².
По состоянию на 1 января 2020 года в крае функционировали 11 особо охраняемых природных территорий (ООПТ) федерального значения и 106 ООПТ краевого и муниципального значения.

## Животный мир
Промысловое значение имеют: соболь, белка, песец, лисица, горностай, а также дикий северный олень. Популяция дикого северного оленя оценивается в 600 тысяч голов. Всего в крае обитает 342 вида птиц и 89 видов млекопитающих.
В реках края водится около 30 видов промысловых рыб: осётр, стерлядь, таймень, хариус, сиг, другие. В северных районах края обитает около 60 видов рыб.

## Экология
Основной вклад в загрязнение окружающей среды вносит крупная промышленность. 17 городов края производят 76,6 % вредных выбросов. Основные выбросы производят Норильск, Красноярск, Ачинск.
Ежегодно в составе промышленных аэрозолей и газов в крае образуется до 12,0 млн тонн загрязняющих веществ.
К 2008 году на установках газоочистки улавливается 79 % образованной массы загрязняющих веществ.
На территории Красноярского края образуется до 290 млн тонн твердых отходов в год. Подавляющая их часть возникает при добыче и первичной переработке полезных ископаемых. Промышленные отходы складируются в 73 накопителях. Доля вторичного использования отходов не превышает 26 %. Жилищно-коммунальное хозяйство производят ежегодно около 1,6 млн тонн в год твердых отходов. В крае действуют 935 санкционированных свалок и всего 10 полигонов соответствует нормативным требованиям. Зарегистрировано свыше 290 несанкционированных свалок.
В водные объекты края сбрасывается 480 млн м³ жидких отходов.

## Заповедники и другие особо охраняемые природные территории
В Красноярском крае создано семь заповедников.
- Большой Арктический заповедник;
- Государственный природный биосферный заповедник «Саяно-Шушенский»;
- Путоранский государственный природный заповедник;
- Столбы;
- Таймырский заповедник;
- Тунгусский заповедник;
- Центрально-Сибирский заповедник.

Национальный парк «Шушенский бор», природный парк «Ергаки».
В крае (на 1 мая 2007 года) созданы три государственных природных заказника федерального значения и 27 государственных природных заказников краевого значения. Планируется создать ещё 39 государственных природных заказников. На территории Красноярского края 51 объект имеет статус памятника природы краевого значения.